# あっこと僕らが生きた夏
『あっこと僕らが生きた夏』は、有村千裕のノンフィクション作品、及び同作品を原作としたテレビドラマ。

## 概略
第89回全国高等学校野球選手権大会で県大会ノーシードから19戦無敗で甲子園ベスト8進出の快挙を見せ、「伝説の夏」とも称された大分県代表・楊志館高等学校。その裏で、進行性の上咽頭癌に侵されながらチームを支え続けた女子マネージャーの「あっこ」こと大﨑耀子（おおさき あきこ、1990年11月22日 - 2008年10月29日）の姿を、彼女の闘病ノートと著者の元読売新聞記者としての取材記録からまとめたもの。この年のエース投手・甲斐大樹は、プロ野球選手の甲斐拓也捕手の兄（甲斐拓也が1年生の時、彼女は3年生にあたる）。
執筆に当たっては有村自身の闘病中に楊志館高校の野球部の監督から執筆の打診があったのがきっかけだという。

## テレビドラマ
NHK「土曜ドラマスペシャル」枠で2012年4月14日・21日の2週にわたって前後編の全2話が放送された。また、4月21日 1:30-2:43 (20日深夜)に前編が再放送された。後編の再放送は4月28日 1:30-2:43 （27日深夜）。主演は川島海荷で、2005年の「土曜ドラマ」枠の復活以来、最年少の主演となる。
キャッチコピーは「死んだら…きっと、グランドの空にいるから。」。
ノンフィクションの原作に対して脚色が加えられており、学校名や役名等の設定、一部のストーリーが改変されている。これについて、原作者の有村は「ノンフィクションは事実にこだわるから、できないことがある。ドラマではあっこちゃんの夢が“実現”しているシーンがある。仲間に恵まれていた普通の高校生を描いたドラマができた」と、概ね好意的に評している。

### あらすじ
甲子園を目指し練習に取り組む楊志館高等学校、そしてチームを全力で支え続ける2年生の野球部女子マネージャー・「あっこ」こと大宮耀子。しかし、地区大会直前にあっこに進行性の上咽頭癌が見つかり、再びグラウンドに戻る日を目指して闘病を続け、ナインも彼女を支えるべく甲子園を目指して快進撃を続ける。
翌年夏、耀子は自らの判断でがん治療を中断し、グラウンドに戻ってくる。生きる希望を捨てず、野球部を懸命に支えようとする彼女のため、ナインが一丸となって再び甲子園出場を目指す。

### キャスト
- 大宮耀子（楊志館高等学校野球部マネージャー） - 川島海荷（9nine）
- 仲根良幸（エースピッチャー） - 柳下大（D-BOYS）
- 加藤信二（キャプテン） - 山田健太
- 黒田康弘（控えピッチャー） - 黒木辰哉
- 福島真紀（マネージャー） - 紗綾
- 本宮勇作（楊志館高等学校野球部監督） - 宇梶剛士
- 澤田亮太郎（医師） - 尾美としのり
- 大宮哲夫（耀子の父） - 光石研
- 大宮圭子（耀子の母） - 財前直見
- 大宮和樹（耀子の兄） - 内野謙太
- 原菜摘（先輩マネージャー） - 梨里杏
- 俵晴彦（野球部員） - 鈴木伸之
- 佐々木治（野球部員） - 高畑裕太
- 白石百合（耀子のクラスメート） - 清水くるみ
- 高梨昌美（耀子の担任教諭） - 梅沢昌代
- 佐藤（医師） - 志賀廣太郎
- ハルさん（耀子の同室の患者） - 五月晴子

### スタッフ
- 原作 - 有村千裕
- 演出 - 福井充広
- 脚本 - 谷口純一郎
- 音楽 - 羽毛田丈史

### 放送日程
| 各話 | 放送日  | ラテ欄                                                                                      | 視聴率 |
| ---- | ------- | ------------------------------------------------------------------------------------------- | ------ |
| 前編 | 4月14日 | 一緒に甲子園に行くんや! 実在の高校野球部とマネージャーの絆〜 闘病日記を元に描く感動のドラマ | 5.9%   |
| 後編 | 4月21日 | 最後の夏は野球部の皆と過ごしたい! 実在のマネージャーと仲間たちの感動の絆                    | 6.3%   |

## 書誌情報
あっこと僕らが生きた夏 -17歳女子マネージャーがナインに託した、命のバトン-
講談社、2011年7月20日発行、ISBN 978-4-06-217085-7

## ドラマDVD
あっこと僕らが生きた夏
2012年11月14日、発売元：バップ（VPBX-15625）